# Barrio Sur (Montevidéu)
O Barrio Sur (em português:  Bairro Sul) está situado ao sul da cidade de Montevidéu, no Uruguai.

## Características
É um bairro com uma importante tradição cultural relacionada intimamente com o  candombe, expressão musical afro-uruguaia. Sua localização geográfica não é precisa, pode-se considerar que o  Barrio Sur está entre a Avenida 18 de Julho e a Rua Andes. No coração do bairro, Cuareim e Isla de Flores, na praça Medellín se encontra o monumento a Carlos Gardel, assim nomeado por ser o local de falecimento do cantor rioplatense. A localidade modificou-se ao decorrer dos últimos anos tanto sua população quanto os aspectos gerais.
O bairro Sul tem inspirado inúmeras composições artísticas, pinturas e especialmente canções. Foi frequente também ver nas ruas artistas como Alfredo De Simone, Carlos Páez Vilaró, Manolo Guardia, Eduardo Mateo, Rubén Rada, etc.

## Cultura
Atualmente, o Barrio Sur permanece muito ligado à música e cultura afro-uruguaia. Também, o lugar é o centro de festividades de Carnaval. Centros culturais incluem a Asociación Cultural C1080, focada no Candombe, a Asociación Cultural Tangó, La Casa del Vecino e a Sociedad de Gimnasia "L'Avenir".